# 1485년

## 연호
- 명(明) 성화(成化) 21년
- 일본(日本) 분메이(文明) 17년
- 후 레 왕조(後黎朝) 홍득(洪德) 16년

## 기년
- 류큐(琉球) 쇼신왕(尚真王) 9년
- 명(明) 헌종 성화제(憲宗 成化帝) 21년
- 조선(朝鮮) 성종(成宗) 16년
- 후 레 왕조(後黎朝) 성종(聖宗) 26년

## 사건
- 8월 22일 - 보즈워스 전투를 마지막으로 장미 전쟁이 끝나고, 헨리 7세가 영국 국왕으로 즉위하다.
- 조선 법전 경국대전 시행

## 탄생
- 12월 16일 - 헨리 8세의 첫 번째 부인 아라곤의 캐서린. (~1536년)

### 미상
- 스페인의 정복자 에르난 코르테스. (~1547년)